# ستيوارت فيليبس
ستيوارت فيليبس (بالإنجليزية: Stewart Phillips)‏ هو لاعب كرة قدم بريطاني في مركز الهجوم، ولد في 30 ديسمبر 1961. لعب مع سوانزي سيتي ونادي ريكسهام ونادي هيرفورد ووست بروميتش ألبيون ونادي تشيلتنهام تاون لكرة القدم.

## وصلات خارجية
- ستيوارت فيليبس على موقع قاعدة بيانات كرة القدم.إي يو (الإنجليزية)